# Hugo XI. von Werdenberg
Graf Hugo XI. von Werdenberg (* um 1440; † um 7. August 1508 in Sigmaringen), besser bekannt als Haug von Werdenberg, war ein über die Linie Werdenberg-Trochtelfingen-Sigmaringen-Heiligenberg der Grafen von Werdenberg von den Pfalzgrafen von Tübingen abstammender Graf. Er gilt als die vielleicht bedeutendste Persönlichkeit des ganzen Geschlechts.

## Herkunft
Graf Hugo XI. war ein Sohn des Grafen Johann III. von Werdenberg und der Gräfin Elisabeth von Württemberg. Drei seiner Brüder waren geistlichen Standes. Sein Bruder Johann II. von Werdenberg wurde Bischof von Augsburg und förderte Hugo in politischen Angelegenheiten. Zwei ältere Brüder weltlichen Standes traten nicht besonders hervor. Seine Schwester Agnes vermählte sich mit dem Grafen Jobst Nikolaus I. von Hohenzollern, und einer ihrer Söhne, Friedrich II. von Zollern, wurde als Bischof von Augsburg der Nachfolger seines Onkels.
Hugos ältester Bruder war Graf Georg III. von Werdenberg-Sargans († 1500), der von seinem Vater 1459 die Grafschaft Heiligenberg übernahm und nach dessen Tod das Familienseniorat ausübte, nachdem er 1464 die Markgräfin Katherina von Baden, eine Tochter des Markgrafen Karl I. von Baden und der Herzogin Katharina von Österreich geheiratet hatte. Georg hielt gute Beziehungen zum Ravensburger Handelskapital und trat um 1476 in den Dienst der Grafen von Württemberg.

## Leben und Wirken
Schon 1460, im Alter von etwa 20 Jahren, erscheint Hugo als „Stebelmeister“ am kaiserlichen Hof in Wien. Von 1466 bis 1475 war er Rat und oberster Truchsess von Friedrich III. und wurde in dieser höfischen Stellung zunehmend der politische Vertraute und Ratgeber des Kaisers. Er war dessen Vertreter an Reichstagen sowie an Fürsten-, Städte- und Landtagen sowie dessen Unterhändler und Vermittler im Verkehr mit Fürsten und anderen Herren. Daneben kannte sich Hugo aber auch im Kriegshandwerk aus und verteidigte 1462 erfolgreich die Burg in Wien gegen die aufständischen Bürger sowie 1477 die Stadt Wien gegen die Ungarn. In der Zwischenzeit zog er 1476 als oberster Feldhauptmann gegen plündernde böhmische und gegen aufständische österreichische Adelige.
Hugo hatte die undankbare diplomatische Aufgabe, für den Kaiser Hilfe von den Ständen gegen die eigenen Untertanen, die Böhmen, die Ungarn und die Türken anzufordern. Mit den hadernden Fürsten und den widerwilligen Städten verhandelte Hugo bei den meist unvollständig besuchten Reichsversammlungen, die in Augsburg, Regensburg oder Nürnberg abgehalten wurden. Er bemühte sich mit eindringlichen Reden, von ihnen Bewilligungen von Geld oder Mannschaften zu erhalten. Selbst, wenn ihm das gelang, wurden die Versprechen oft nur unvollständig oder gar nicht eingehalten.
Die Reichspolitik war damals durch die Streitigkeiten zwischen den fränkischen Brandenburgern und den bayrischen Herzögen beeinflusst. Hugo versuchte 1466 als kaiserlicher Gesandter Friedrichs III. zwischen den beiden Häusern zu vermitteln, um eine Landfriedensordnung, die Vorbedingung für eine kräftige Abwehr nach außen, zu Stande zu bringen. Später war er Ratgeber und Begleiter des Kaisers bei dessen Verhandlungen mit Herzog Karl von Burgund, die im September 1473 zu der Zusammenkunft der beiden Fürsten in Trier führten. Das daraus resultierende Zerwürfnis bildete im darauffolgenden Jahr einen Auslöser für die Belagerung von Neuss durch die Burgunder. Hugo nahm mit dem Reichsheer an der Befreiung von Neuss teil und ritt am 6. Juni 1475 in die befreite Stadt ein, um im Namen des Kaisers die Huldigung der Bürger entgegenzunehmen. Ein Jahrzehnt später, als der Ungarnkönig Matthias Corvinus Wien erobert hatte, durchzog Hugo das ganze Reich von einem Ende bis zum andern, um für den aus seinen Stammlanden vertriebenen Kaiser Hilfe zu suchen.
Hugo lernte durch seine diplomatische Tätigkeit die Schäden der in voller Auflösung befindlichen Reichsverfassung gründlich kennen und bemühte sich um deren Besserung. Er war aber kein großer Staatsmann, der aus weitblickendem Patriotismus eine Umgestaltung der den Dienst versagenden und unbrauchbar gewordenen Einrichtungen angestrebt hätte.
Er wurde bei den Reichsversammlungen immer wieder durch die ewig widerstrebende Haltung der Städte behindert, deren Boten nie mit den nötigen Vollmachten versehen waren und nur alles hinter sich bringen wollten. Deshalb ließ Hugo auf dem Augsburger Reichstag von 1474 die Beschlüsse der oberen Stände auch für die Städte verbindlich und deren Zustimmung als unnötig erklären. Folgerichtig wurden sie auch nicht mehr zu den Reichsversammlungen geladen, sollten sich aber ihren Beschlüssen gleichwohl unterziehen, was sie aber nicht taten. Daraus entstand für die Städte eine so unbehagliche Situation, dass sie sich 1487 nach Erhalt eines scharfen, kaiserlichen Mahnschreibens entschlossen, zum ersten Male auf das „Hintersichbringen“ zu verzichten und mit gehörigen Vollmachten ausgerüstete Boten auf den Reichstag zu schicken. Dafür wurden sie nun auch zu den vorberatenden Ausschüssen beigezogen, und zwei Jahre später traten beim Reichstag in Frankfurt die Städte zum ersten Male als gleichberechtigtes drittes Collegium neben den Collegien der Kurfürsten und Fürsten auf. Zu dieser Neuordnung der Reichstagsberatungen hatte ohne Zweifel Hugo den ersten Anstoß gegeben.
Diese Besserung ging allerdings nicht aus allgemeinen, politischen Erwägungen, sondern aus augenblicklich erforderlichen Maßregeln hervor, und es waren unmittelbar praktische Gesichtspunkte, die Hugo 1487 veranlassten, zu versuchen, die schwäbischen Prälaten, Grafen, Herren und Städte zu einem besonderen Bund zu vereinigen und damit den Anstoß zu einer bedeutsamen politischen Neubildung im Reich zu geben. Auf dem durch kaiserliches Mandat auf den 26. Juli nach Eßlingen einberufenen Reichstag verkündete Hugo, dass die Durchführung des auf dem Frankfurter Reichstag von 1486 auf zehn Jahre beschlossenen Landfriedens der Zweck des Bundes sein solle. Tatsächlich sollte aber ein festes Gegengewicht gegen die nach allen Seiten um sich greifenden Bayern geschaffen werden, die im vorhergehenden Jahr ihre Hand auf die Reichsstadt Regensburg gelegt hatten und mit dem Erzherzog Sigmund von Österreich einen Kaufvertrag über sämtliche vorderösterreichischen Landschaften und die Landvogtei in Schwaben abschließen wollten. Diesen Kauf zu verhindern lag gleichermaßen im unmittelbaren Interesse Kaiser Friedrichs als Haupt des österreichischen Hauses und aller schwäbischen Stände, insbesondere des Hauses Werdenberg. Die von Bayern drohende, gemeinsame Gefahr hat schon am 14. Februar 1488 zum Abschluss des schwäbischen Bundes geführt, zunächst für die Zeit des Frankfurter Landfriedens, also bis zum Jahre 1496. Hugo wurde als Hauptmann der Ritterschaft zum St. Georgenschild auch zum Hauptmann des in dem neuen Bunde vereinigten schwäbischen Adels ernannt. Der Beitritt des Grafen von Württemberg und verschiedener Reichsfürsten erhöhte die politische Bedeutung des Bundes und machte ihn für die nächsten Jahrzehnte zur ausschlaggebenden Macht in Süddeutschland.
Inzwischen war auch durch die Verbindung Kaiser Friedrichs III. mit dem tirolischen Landtag die Katastrophe über das erzherzogliche Regiment in Innsbruck hereingebrochen. Am 8. Januar 1488 wurde über Sigmunds Räte die Reichsacht verhängt. Sie stoben nach allen Richtungen auseinander. Die von ihnen eingeleitete und immer weiter geführte enge Verbindung mit Bayern war damit zersprengt und die größte Gefahr für Schwaben beseitigt.
Einer der hervorragendsten Räte am Innsbrucker Hof war der Freiherr Johannes Werner von Zimmern der Ältere, dessen Herrschaften Meßkirch und Veringen in der Nähe der werdenbergischen Herrschaften Sigmaringen und Heiligenberg lagen und die die zwei Häuser während der sogenannten Werdenbergfehde in vielfache Berührung brachten. Johannes Werner von Zimmern hatte sich bemüht, Ansprüche auf die Grafschaften Veringen und Heiligenberg gegen das Haus Werdenberg geltend zu machen. Daraufhin wurde Hugo durch ein kaiserliches Mandat vom 22. Januar 1488 beauftragt, die genannten Zimmernschen Herrschaften zu Händen des Reiches einzuziehen. Durch eine Urkunde vom 16. Mai übertrug der Kaiser Friedrich III. alle heimgefallenen Herrschaften und Güter des in die Schweiz geflüchteten Freiherrn dem Hause Werdenberg, ohne Rücksicht darauf, dass Johannes Werner in Voraussicht des Kommenden in aller Form zu Gunsten seiner Kinder auf sie verzichtet hatte, um sie seiner Familie zu erhalten.
Durch seine Stellung als Hauptmann des schwäbischen Bundes und als Haupt des mit Zimmern verfeindeten Hauses Werdenberg ist Graf Hugo von nun an in Schwaben zurückgehalten worden. Mit seinem alten Gönner, Kaiser Friedrich III., traf er sich wohl noch gelegentlich kurz in Innsbruck. Hugo war 1492 oberster Feldhauptmann des schwäbischen Bundes an der Seite König Maximilians, als dieser in Augsburg die Aussöhnung des in die Reichsacht erklärten Herzogs Albrecht IV. von Bayern mit dem Bund vermittelte. Schon vorher, im Oktober 1491, hatte der junge König den Grafen zu seinem Rat mit einer jährlichen Bestallung von 600 Gulden ernannt, und im gleichen Jahre war Hugo als Landeshofmeister in die Dienste des Grafen Eberhart im Bart von Württemberg getreten, der vier Jahre später, 1495, auf dem Reichstag zu Worms in feierlicher Weise zum Herzog erhoben wurde.
Hugo hatte durch dieses Dienstverhältnis sicherlich näheren Anschluss an Württemberg gesucht, um im schwäbischen Haus einen festen Rückhalt gegen die Freiherrn von Zimmern zu erlangen, welche die Hoffnung auf Wiedererlangung ihrer Herrschaften keineswegs aufgaben. Schon der alte Freiherr Johannes Werner von Zimmern war mit Erlaubnis König Maximilians aus der Schweiz zurückgekehrt und verbrachte seine letzten Lebensjahre als Rat am Hofe Herzog Albrechts von Bayern. Nach seinem Tod, 1495, erschienen auch seine zwei, am kurpfälzischen Hofe aufgezogenen, ältesten Söhne Veit Werner von Zimmern und Johannes Werner von Zimmern der Jüngere wieder im Land und suchten und fanden Freunde und Helfer in wachsender Zahl, so dass Graf Hugo nach dem Tode des ihm verbundenen und befreundeten Herzogs Eberhart († Februar 1496) es für ratsam hielt, den jungen Freiherrn ein Abkommen vorzuschlagen, nach welchem Oberndorf am Neckar an Zimmern zurück fallen sollte, Meßkirch aber den Werdenbergern geblieben wäre.
Aber Veit Wernher zog es vor, im folgenden Jahr Oberndorf durch einen Überfall zurückzugewinnen, und auf gleiche Weise brachte Johann Wernher 1502 Meßkirch in seine Gewalt. Die Grafen von Werdenberg konnten gegen diese Landfriedensbrüche kein Recht erlangen und mussten sich, um wieder Ruhe zu erhalten, auf dem Reichstag zu Augsburg von 1504 durch einen Vergleich zum endgültigen Verzicht auf Oberndorf und Meßkirch bequemen. Dieser Vergleich ist vom König Maximilian zwischen Graf Hugo und seinen drei Neffen Johann, Christoph und Felix von Werdenberg einerseits und den drei noch lebenden Brüdern von Zimmern anderseits vermittelt worden (der älteste Veit Wernher war schon 1499 gestorben). Vier Jahre später, am 6. August 1508, starb Hugo in Sigmaringen und wurde in Trochtelfingen begraben.

## Verwandte
Von seinen drei ihn überlebenden Neffen, den Söhnen seines Bruders Georg, starb Johann 1522 kinderlos. Felix von Werdenberg, ein tüchtiger Kriegs- und Hofmann im Dienste Maximilians und Karls V., gelangte durch Heirat mit einer wallonischen Erbin zu reichem Besitz im Luxemburgischen und überließ schon 1510 die ihm bei der Teilung zugefallene Herrschaft Sigmaringen mit Veringen seinem Bruder Christoph. 
Felix war klein von Statur aber von jähzorniger Gemütsart und erschlug am 10. Mai 1511 den Grafen Andreas von Sonnenberg auf offenem Felde bei Riedlingen aus Rache für ein Spottwort, mit dem ihn der Sonnenberger kurz vorher auf der Hochzeit des Herzogs Ulrich von Württemberg mit Sabina von Bayern gereizt hatte. Vergeblich waren alle Bemühungen der Verwandtschaft des Erschlagenen, den Grafen Felix zur Rechenschaft zu ziehen. Die Gunst seines kaiserlichen Herrn schützte ihn, und ungefährdet und ungestraft behielt er seine hohe Stellung inne. 
Im Bauernkrieg von 1525 schlug Felix den Aufstand im Hegau nieder. Ende 1529 führte er ein paar tausend Landsknechte dem Kaiser nach Italien zu. In der Nacht vom 11. auf den 12. Juli 1530 starb er eines plötzlichen Todes auf dem Reichstag zu Augsburg, wo auch sein Bruder Christoph anwesend war, der Typus eines einfachen deutschen Landedelmannes, während Felix mit den glänzenden burgundischen und spanischen Herren am kaiserlichen Hofe in seiner Erscheinung gewetteifert hatte. Mit Graf Christoph, der am 29. Januar 1534 in Sigmaringen verschied, ist das Haus Werdenberg erloschen.